# Brachydaktylie Typ A4
Die Brachydaktylie Typ A4 ist eine Form einer Brachydaktylie, einer sehr seltenen angeborenen Fehlbildung des Skelettes mit Brachymesophalangie und charakteristischer Fehlstellung des 2. und des 5. Fingers.
Synonyme sind: Brachydaktylie Typ Temtamy; Brachymesophalangie II und V
Die Erstbeschreibung stammt aus dem Jahre 1978 durch den ägyptischen Humangenetiker S. A. Temtamy und V. A. McKusick.
Die Erkrankung ist nicht zu verwechseln mit dem autosomal-rezessiven Temtamy präaxialem Brachydaktylie-Syndrom (TPBS).

## Verbreitung
Die Häufigkeit ist nicht bekannt, bislang wurde nur über wenige betroffene Familien berichtet.
Die Vererbung erfolgt wohl autosomal-dominant.

## Klinische Erscheinungen
Klinische Kriterien sind:
- Manifestation als Neugeborenes oder Kleinkind
- Brachymesophalangie meist im 2. und 5. Finger, falls der 4. Finger betroffen ist, liegt auch eine Abweichung des Endgliedes zur Speiche hin vor.

Hinzu können fehlende Mittelphalangen der Zehen kommen.

## Diagnose
Die Diagnose ergibt sich aus den klinischen und radiologischen Befunden.

## Differentialdiagnose
Abzugrenzen sind andere Formen der Brachydaktylie wie Brachydaktylie Typ C  sowie das Catel-Manzke-Syndrom und die Brachydaktylie-Syndaktylie Typ Zhao.